# Zweitnutzung von Batterien

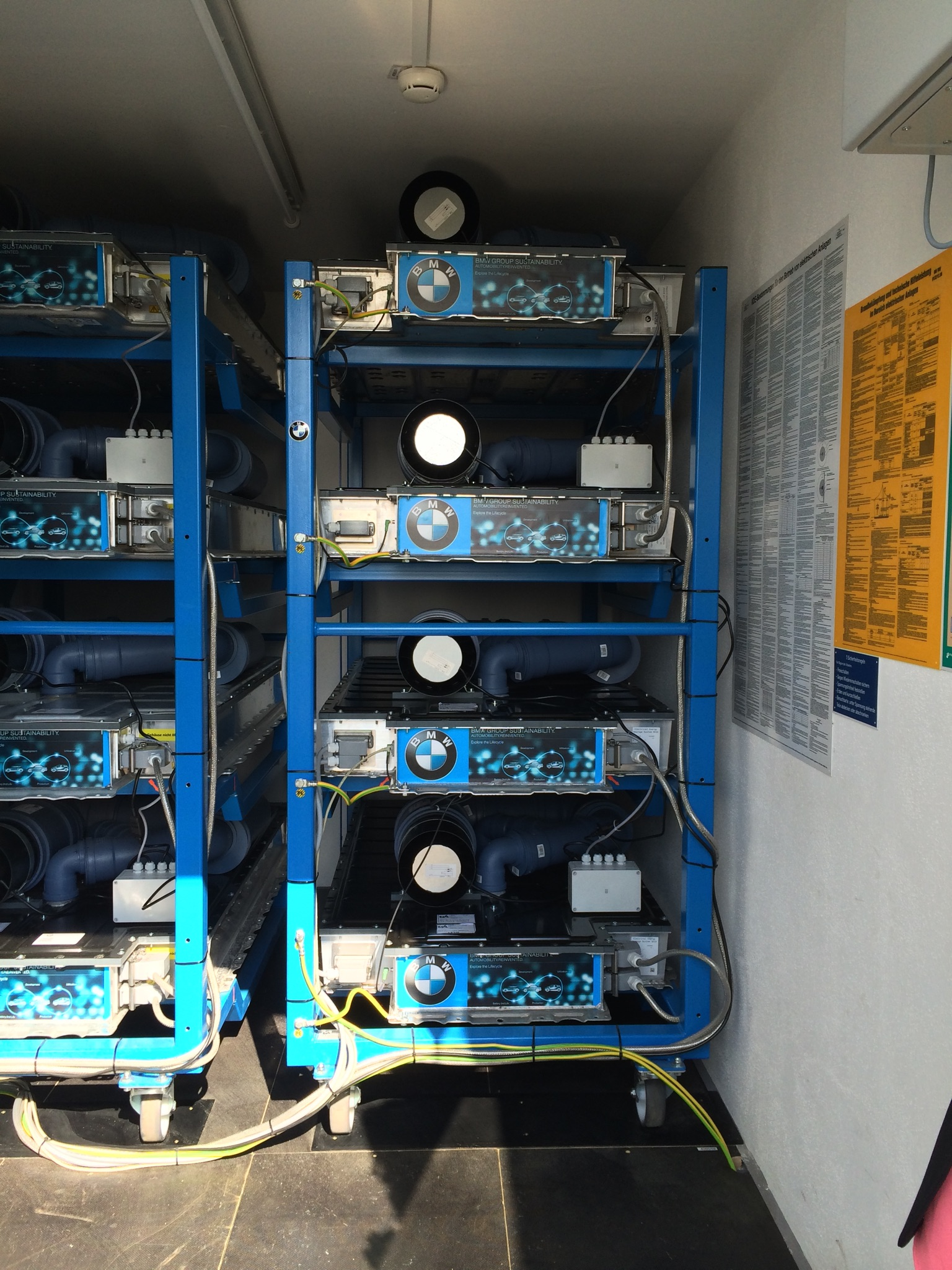
Versuchsanlage im Vattenfall-Infopavillon in Hamburg

Unter der Zweitnutzung von Batterien (auch engl.: Battery 2nd Life) wird die Wiederverwendung von gebrauchten Akkumulatoren aus Elektrofahrzeugen in stationären Anlagen zur Speicherung elektrischer Energie bezeichnet, bevor ihre Bestandteile im Rahmen des Batterierecyclings stofflich wiederverwertet werden. Von dieser Zweitnutzung verspricht man sich insgesamt niedrigere Investitionskosten für die Akkus. So werden z. B. Fahrzeug-Akkumulatoren, die nach gewisser Gebrauchsdauer ihre dafür benötigte Leistungsstärke nicht mehr erreichen, als ortsfeste Zwischenspeicher zwischen dem öffentlichen Netz und den Akkumulatoren in den Elektrofahrzeugen verwendet. So können sie Energie während der weniger nachgefragten Zeiten aus dem Netz aufladen und später, zu stärker nachgefragten Zeiten, an die Fahrzeuge weitergeben.

## Technologie
Einflussgrößen wie die Betriebstemperatur, die Anzahl der Lade-/Entladezyklen sowie die Höhe der Lade-/Entladeströme führen bei Akkumulatoren zu einer kontinuierlichen Abnahme der speicherbaren elektrischen Energie (sog. Degradation). Im Elektroauto führt dies zu einer entsprechenden Verringerung seiner Reichweite, der Akkumulator muss nach überschreiten eines Grenzwerts (z. B. 80 % der Nennkapazität) ersetzt werden. Im Gegensatz zum mobilen Einsatz im Elektrofahrzeug spielt in stationären Energiespeichern, wie sie bei der Nutzung von erneuerbaren Energien wie z. B. Windkraft- oder Photovoltaikanlagen zur Pufferung temporärer Energieüberschüsse eingesetzt werden können, die in einem Akkumulator mit gegebenem Volumen und gegebener Masse speicherbare Energie nur eine untergeordnete Rolle, weshalb sich hier aus wirtschaftlichen Gründen der Einsatz gebrauchter Akkumulatoren aus Elektrofahrzeugen anbietet.

## Realisierung
Beispiele für erste Versuchsanlagen sind die Anlage der Daimler AG in Lünen mit gebrauchten Batterien aus Smart- und Mercedes-Elektroautos, die Anlage von Vattenfall in Hamburg mit den Batterien der außer Dienst gestellten BMW ActiveE Pilotflotten oder die Batteriefarm im BMW Werk Leipzig, in der neue und gebrauchte BMW i3 Batterien als Puffer für vier Windkraftanlagen eingesetzt werden.
Verglichen mit etablierten Technologien wie Pumpspeicherkraftwerken ist die Speicherkapazität von Battery-2nd-Life-Anlagen bisher gering: Während die Stand Anfang 2018 weltweit größte Versuchsanlage, die o. g. Anlage der Daimler AG in Lünen, eine Kapazität von 13 MWh aufweist, verfügt z. B. das Pumpspeicherwerk Goldisthal, bei vollständig gefülltem Oberbecken, über eine Speicherkapazität von 8.500 MWh.